# We Better Talk This Over
We Better Talk This Over – piosenka skomponowana przez Boba Dylana, nagrana przez niego w kwietniu 1978 r., wydana na albumie Street-Legal w czerwcu 1978 r. 

## Historia i charakter utworu
Utwór ten został nagrany w Rundown Studios w Santa Monica w Kalifornii 26 kwietnia 1978 r. Była to druga sesja nagraniowa tego albumu. Producentem sesji był Don DeVito.
Kolejna piosenka tego albumu, która porusza sprawy małżeństwa i jego rozpadu, tym razem bardzo trzeźwo. Być może Dylan próbował jeszcze naprawić stan rzeczy z jego byłą żoną, lub próbował przekonać samego siebie, że wszystko stracone. Piosenka ta została dogłębnie omówiona (zarówno od strony muzycznej jak i tekstowej) przez Wilfrida Mellersa w jego artykule z 1981 r. "God, Mode and Meaning in Some Recent Songs of Bob Dylan". Głównym problemem rozpatrywanym przez Mellersa był paradoks ludzkiej miłości, niedoskonałej, gdy się konfrontuje z czystością Boga.
Mimo ewidentnie konfesyjnego charakteru piosenki Dylan wykonywał ją na koncertach w 1978 r. i przez krótki czas w roku 2000.

## Muzycy
Sesja 2
- Bob Dylan - gitara, wokal
- Billy Cross - gitara
- Steven Soles - gitara
- Jerry Scheff - gitara basowa
- Ian Wallace - perkusja
- Helena Springs, Jo Ann Harris, Carolyn Dennis - chórki
- David Mansfield - skrzypce
- Alan Pasqua - instrumenty klawiszowe
- Bobbye Hall - kongi

## Dyskografia
Albumy
- Street-Legal (1978)

## Wykonania piosenki przez innych artystów
- Julie Felix - Colors in the Rain (1980)